# Mountainous
Mountainous è un cortometraggio muto del 1897. Il nome del regista non viene riportato nei credit.

## Produzione
Il film fu prodotto da Robert W. Paul.

## Distribuzione
Uscì nelle sale cinematografiche britanniche nel settembre 1897.